# 米洛韋

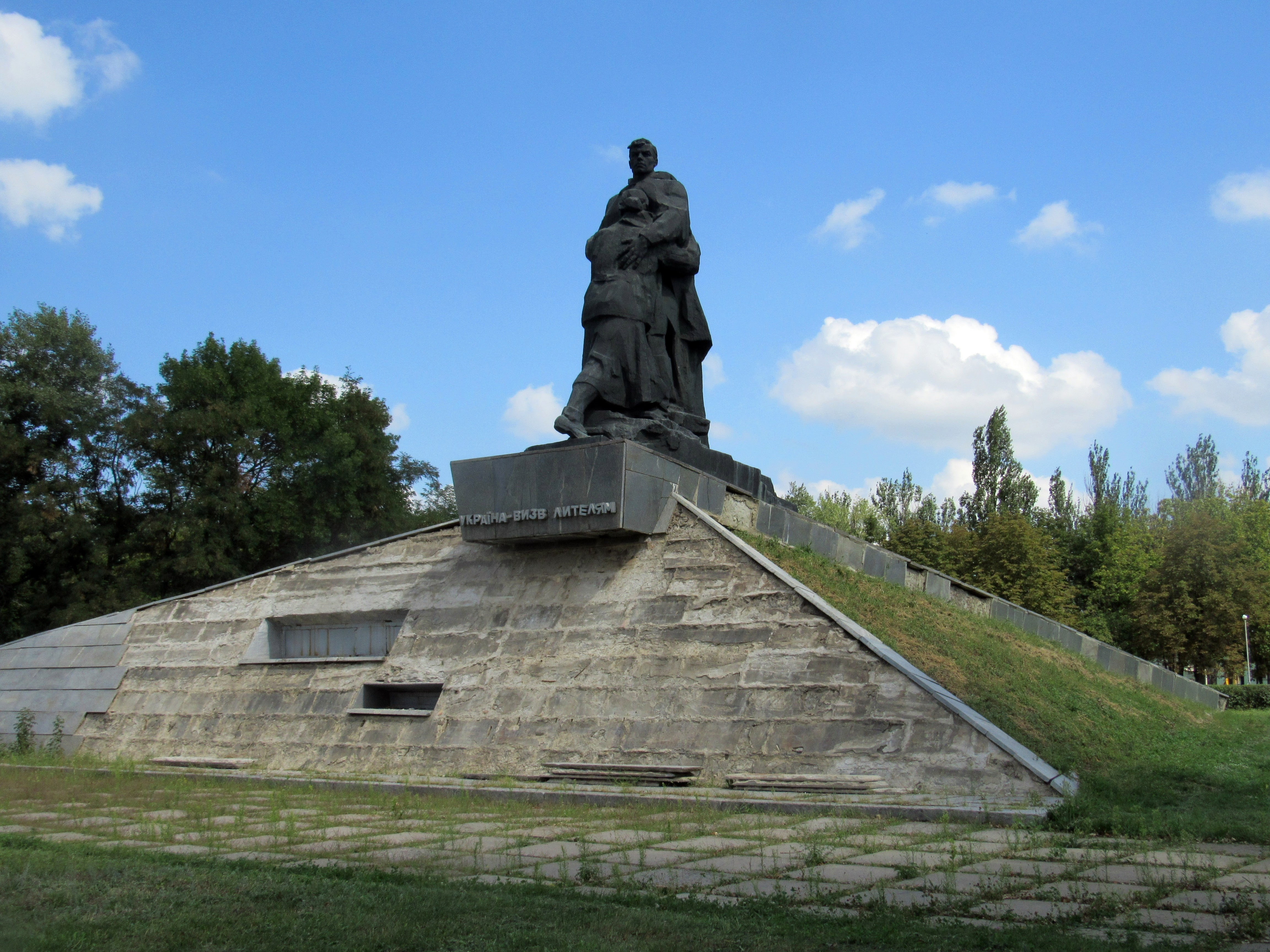
米洛韋

米洛韋（羅馬化：Milove，羅馬化：Melovoye）是烏克蘭東部盧甘斯克州舊比利斯克區米洛韦市镇内的市級鎮，及该市镇的行政中心。面積6平方公里，2011年人口5,975，人口密度每平方公里995.8人。
此鎮位處俄乌边境，緊鄰罗斯托夫州切尔特科沃車站，但該車站隨著路線改線而在2019年停用。